# 阿舍·门罗
阿舍·门罗·布克（英語：Asher Monroe Book，1988年9月18日—）是一位美籍舞者、創作歌手及演員。
布克出生於弗吉尼亚州阿灵顿县，7歲已參與音樂劇《美女與野獸》的國際巡迴演出，2006年組成男子音乐组合V Factory，2009年於電影《我要高飞》飾演男主角马尔科·拉莫内（Marco Ramone）。